# Jan XVII. Grodecký
Jan XVII. Grodecký z Brodu (také německy jako Johannes XVII. Grodetzký von Brod i Jan Grodecký von Brod, * 1525, Grodziec u Těšína – 6. ledna 1574) byl v letech 1572 až 1574 biskupem olomouckým.

## Život a činnost
Pocházel ze slezského šlechtického rodu Grodeckých. Studoval v Krakově, Římě a Padově. Po návratu do střední Evropy rychle dosáhl vysokého postavení v církevní hierarchii a obdržel řadu bohatých obročí (mimo jiné olomoucký kanonikát a úřady děkana hlohovské kapituly a kancléřem vratislavské kapituly). V roce 1567 se stal proboštem kolegiátní kapituly v Brně.
Podporoval jezuity a podílel se na přípravě protireformační diecézní synody svolané biskupem Prusinovským. V roce 1571 jej tento biskup jmenoval scholastikem olomoucké kapituly.
16. července 1572 byl Grodecký zvolen olomouckým biskupem a 19. listopadu 1572 dosáhl papežského potvrzení volby. Slavnostní konsekrace proběhla na konci ledna 1573 v Olomouci. V úřadu dokončil založení jezuitské koleje v Olomouci (dnes Univerzita Palackého) a postaral se, aby získala všechna univerzitní práva. Více už toho moc nestihl: zemřel náhle v poměrně mladém věku, patrně jako jedna z obětí „biskupotravce“ Philopona.